# Timisay Monsalve Vargas
Laura Timisay Monsalve Vargas (n. Segovia) es una antropóloga forense colombiana, profesora de la Universidad de Antioquia y cofundadora y coordinadora del Laboratorio de Antropología Osteológica y Forense de la misma institución. A lo largo de su carrera ha trabajado en temas como la caracterización de restos en el marco del conflicto armado colombiano, identificación humana, bioarqueología, anatomía ósea comparada, histomorfología y citología de la médula ósea, entre otros.

## Biografía
Nació en el municipio de Segovia, Antioquia. Vivió su niñez en la vereda El Manzanillo con cuatro hermanos y hermanas, su padre y su madre, Ángela Vargas. 
En su infancia, Timisay le preguntó a su madre, una artista empírica, si en Colombia había habido una mujer presidenta y ella le respondió que aún no pero que ella podría ser la primera, porque todo lo que se propusiera lo podía lograr, por ello la considera una de sus principales inspiraciones personales y profesionales.[cita requerida]
Cuando era una adolescente, la familia Monsalve Vargas se trasladó a Medellín, lugar en el que Timisay ha desarrollado la mayor parte de su carrera profesional.
Estuvo casada con Santiago Cardona y tiene una hija llamada Manuela
Comenzó a estudiar geología en 1988 en la Universidad Nacional de Colombia en Medellín, pero un año después decidió suspender su carrera e iniciar el pregrado en Antropología de la Universidad de Antioquia. Gracias a su trabajo de grado, Monsalve obtuvo una beca para realizar sus estudios de Maestría en Antropología Física en la Universidad Nacional Autónoma de México. En el año 2002, inició un Doctorado en Antropología en la misma universidad. 
En 2004 regresó a Colombia y comenzó a investigar la desaparición forzada en el conflicto armado a partir de restos óseos. Producto de estas investigaciones recibió amenazas contra su vida y tuvo que instalarse en el 2011 en México y Estados Unidos.[cita requerida] Mientras se encontraba allí realizó estudios en el Centro de Antropología Forense de la Universidad de Tennessee.
En el 2009 creó la Colección Osteológica en el Laboratorio de Antropología Osteológica y Forense de la Universidad de Antioquia. La colección es reconocida en América Latina por sus aportes pioneros en la investigación osteológica y cuenta a 2017 con 500 esqueletos, entre los cuales se encuentran los restos de su madre, Ángela Vargas. Timisay afirma que «la persona muerta y la muerte misma tiene que salir del ámbito de lo sacro y quedar en el lugar del conocimiento».[cita requerida]
Es docente de tiempo completo en la Universidad de Antioquia y coordinadora del Laboratorio de Antropología Osteológica y Forense, desde el que promueve la creación de metodologías estandarizadas para el reconocimiento de personas no identificadas mediante procedimiento que se adapten a la variabilidad biológica de la población colombiana.

## Publicaciones
- Crecimiento y estado de nutrición en Maltrata – Veracruz, México (2002). En Prensa Revista Latinoamericana de Antropología Física, México.[4]
- La síntesis biosocial, una propuesta teórica en antropología biológica (2005).  En: Boletín de Antropología Americana.[5]
- La desaparición Forzada. Expresión fenomenológica de una política de Estado (2009)  Periódico Alma Máter, Universidad de Antioquia.[6]
- La antropología en la construcción de la verdad, memoria e historia en el marco de la ley 975 de Justicia y Paz en Colombia (2011).[7]
- Características biológicas de la colección osteológica de referencia de la Universidad de Antioquia. Informe Preliminar (2012). En: Colombia. Boletín De Antropología Universidad de Antioquia.[8]
- Sobrepeso, obesidad y condiciones socioculturales en escolares entre los siete y los once años de edad en la ciudad de Orizaba, Veracruz (2014). En Prensa Anales de Antropología - México.[9]
- Elementos socioculturales para pensar la corporalidad de las mujeres adolescentes de la Comuna Nororiental de Medellín (2008). En Memorias Cátedras Abiertas. Corporación Mujeres que Crean.
- Apuntes para la interpretación del cuerpo como territorio de violencia. Conflicto Armado: Memoria, Trauma Y Subjetividad (2008). La Carreta Editores.

## Reconocimientos
En 2001 la Universidad Nacional Autónoma de México le otorgó una beca para sus estudios de Maestría y, en 2002, esta misma institución le concedió una beca para sus estudios de doctorado. En este mismo año su tesis de maestría «Crecimiento y nutrición en escolares de 7 a 13 años de Maltrata, Veracruz» le costó una mención honorífica.[cita requerida]
Finalmente, en el año 2006 se graduó con honores en el Doctorado de Antropología.